# Schlacht bei Horschitz

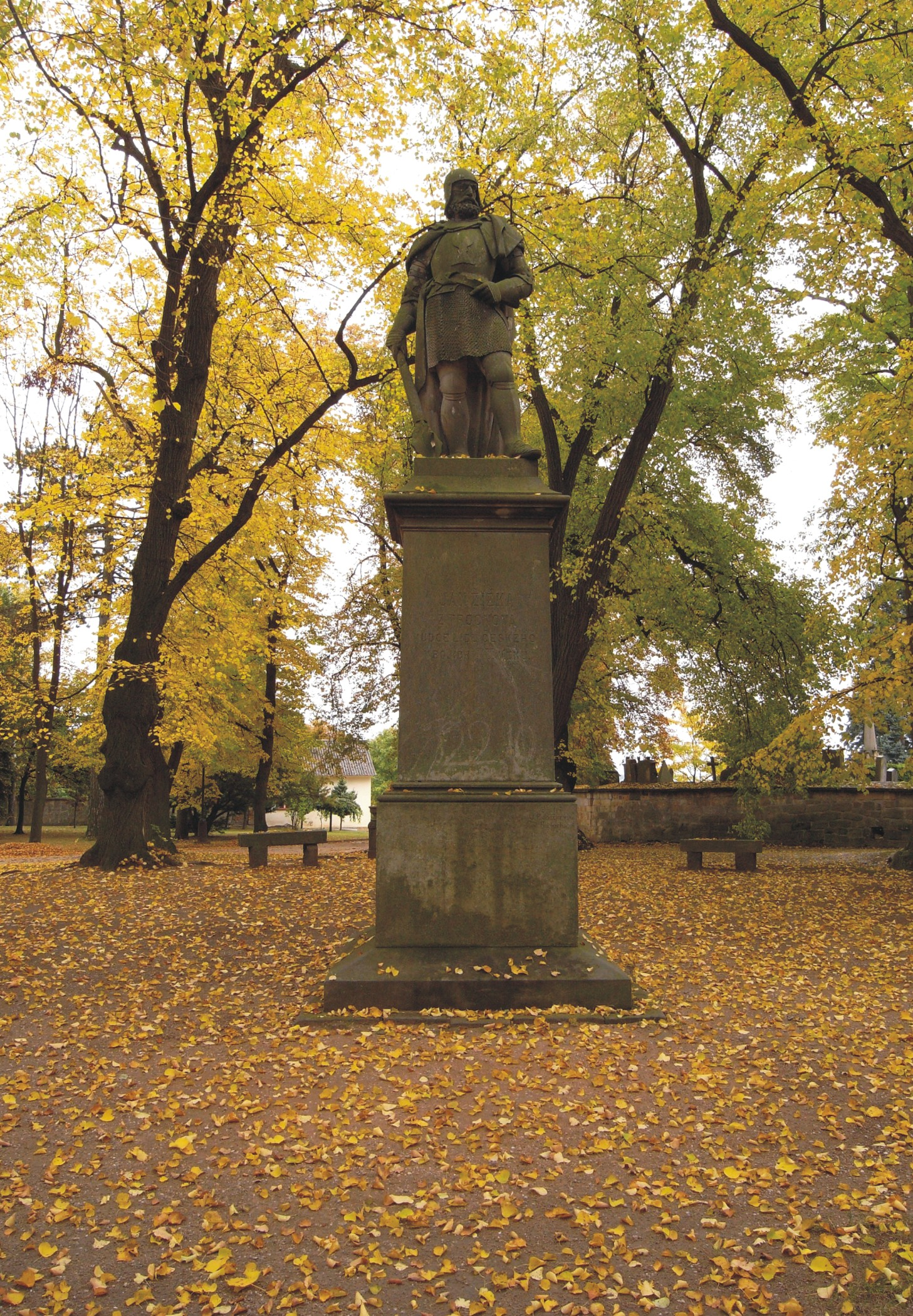
Denkmal für Jan Žižka auf dem St.-Gothard-Hügel in Horschitz; Bildhauer: Gebrüder J. + P. Jiřičkové / Hořice

In der Schlacht bei Horschitz (tschechisch Bitva u Hořic) im April 1423 besiegten die Hussitenführer Jan Žižka und Diviš Bořek z Miletínka Einheiten der katholischen Allianz. Sie wurde von Vinzenz von Wartenberg angeführt und durch Söldner des Heinrich Berka von Dauba und Ernst Flaška von Pardubitz (Arnošt Flaška z Pardubic) verstärkt.
Žižka ging dabei mit seinem Heer auf dem 353 m hohen Hügel Gotthard in Stellung, damit die schwer bewaffneten Gegner von ihren Pferden steigen und den Weg zu Fuß fortsetzen mussten. Als die ermüdeten Söldner der katholischen Allianz endlich die Wagenburg der Hussiten erreichten, waren Gewehrschüsse zu hören. Drei Stunden dauerte der anschließende erbitterte Kampf, der keiner Seite klare Vorteile brachte. Allerdings ermüdete die schwer bewaffnete Allianz, machte schließlich kehrt und traf bei ihrem Rückzug auf leichte Kavallerie und Fußsoldaten der Hussiten. Diese konnten die schwerfälligen Angreifer leicht einholen und endgültig besiegen. 
Der genaue Zeitpunkt der Schlacht ist umstritten. Einige Quellen nennen den 20., 23. oder 27. April, so die Historiker František Šmahel und Petr Čornej.